# Roumba-Yarcé
Ne doit pas être confondu avec Roumba-Mossi.
Roumba-Yarcé est une localité située dans le département de Pissila de la province du Sanmatenga dans la région Centre-Nord au Burkina Faso.

## Histoire
Roumba-Yarcé est historiquement la localité peuplée de commerçants yarcés associée au village de Roumba-Mossi.

## Éducation et santé
Le centre de soins le plus proche de Roumba-Yarcé est le centre de santé et de promotion sociale (CSPS) de Pissila tandis que le centre hospitalier régional (CHR) se trouve à Kaya.
Le village possède un centre permanent d'alphabétisation et de formation (CPAF) tandis que l'école primaire publique est à Roumba-Mossi